# Бела Рада
Бе́ла Ра́да (болг. Бела Рада) — село у Видинській області Болгарії. Входить до складу общини Видин.

## Населення
За даними перепису населення 2011 року у селі проживали 585 осіб, з них 572 особи (99,8%) — болгари.
Розподіл населення за віком у 2011 році:
Динаміка населення: